# Generalkonfederation
I Polens historia används beteckningen konfederation för de förbund, som under senare hälften av 1600-talet och i synnerhet under 1700-talet ofta ingicks av medlemmar av adeln (szlachtan) i ett eller annat politiskt syfte. Flera av dessa förbund blev av stor betydelse för det polska rikets öde.
Om ett sådant förbund omfattade adeln i hela landet, kallades den generalkonfederation och fick omfattande makt över hela landet; 
kungen själv ställde sig stundom i spetsen för sådana. Utmärkande för dessa konfederationer var, att deltagarna handlade i eget intresse och att beslut fattades med enkel majoritet. Härigenom möjliggjordes ett hastigt och bestämt resultat av överläggningarna, medan däremot riksdagarnas (sejmen) verksamhet förlamades genom instruktioner, som band landskapsombuden, och genom användning av det ryktbara liberum veto.
Några av konfederationerna var:

## Generalkonfederationen i Radom
För att kringgå effekterna av Liberum veto skapades armékommissioner för vardera Polen och Litauen. Denna åtgärd minskade inflytandet för många adelsmän och för Ryssland. På initiativ av Karol Radziwill bildade ett antal ryssvänliga adelsmän, stödda av kejsarinnan Katarina II i Ryssland, Generalkonfederationen i Radom 1767, så kallad eftersom den bildades av flera existerande, mindre, konfederationer bildade av ryske ambassadören i Polen, den hårdföre fursten Nikolaj Repnin. Den polske kungen tvangs biträda denna och den 27 februari 1768 beslutades i polska riksdagen, utan debatt, en garanti för adelns ärvda friheter och dissidenternas borgerliga rättigheter. Liberum veto kom åter i användning utom i fråga om ekonomisk lagstiftning. Denna så kallade toleransakten garanterades av Ryssland, Preussen, England, Sverige och Danmark.

## Konfederationen i Bar
Efter reformerna föranledda av Generalkonfederationen i Radom uppstod direkt ett missnöje mot dessa och framför allt mot Repnins "våldsregemente". En ny konfederation bildades i Bar, (då) en stad i Ryssland, den 28 februari 1768 (alltså bara två dagar efter toleransakten) efter initiativ av biskop Adam Krasinski. Ledare var  Jan och Kasimir Pulaski. Den 28 maj 1768 stormade ryska styrkor in i Bar men konfederationens trupper drog sig in i Turkiet. De etablerade kontroll över Podolien, Volhynien och Galizien och fick snart stöd av Frankrike (som sände en mindre militär enhet) och Österrike (som tillät konfederationen att etablera baser i Slovakien).
Frankrike agerade för konfederationen och förmådde Turkiet att bryta freden med Ryssland och startar därmed det rysk-turkiska kriget 1768-72. 
Österrike såg en möjlighet att göra egna vinster och ockuperade 1769 provinsen Zips som tidigare varit ett komitat (distrikt) under Ungern.
1770 förklarade konfederationen den polske kungen avsatt och förde 1771 bort honom från Warszawa.
1771 agerade några av de stater som förbundit sig att garantera toleransakten. Preussen ockuperade Posen. Österrike intog Kraków den 23 april. Frankrike drog tillbaka sina trupper. Ryska trupper under befäl av generalmajor Aleksandr Suvorov besegrade konfederationens styrkor vid Lanckorona den 23 maj och vid Stolowice den 23 november. En av konfederationens ledare, Kasimir Pulaski, emigrerade till Nordamerika och engagerade sig där i Nordamerikanska frihetskriget där han blev känd som "Father of the American cavalry". Bar-konfederationen var därmed slutligt utplånad.
Fredrik II i Preussen ville förhindra ett alltför starkt ryskt inflytande och föreslog därför att Polen skulle delas upp i intressesfärer och i februari 1772 enades Ryssland, Preussen och Österrike; dokumenten undertecknades i juli. Överenskommelsen blev 
Polens första delning
- Ryssland tog gränslanden intill Düna och Dnepr, det största, men minst befolkade området
- Preussen tog Västpreussen (utom Danzig och Thorn) jämte landet norr om floden Netze (största tillflödet till Oders biflod Warthe), det till omfång och invånarantal minsta området. Det därvid definierade området norr om Netze kallades 1772-1807 Netzeområdet och var en del av västpreussen. Det förlorades i freden i Tilsit 1807 men återficks i freden i Wien 1815.
- Österrike tog det nuvarande Galizien (jämte Zips), den folkrikaste och värdefullaste andelen.

## Konfederationen i Targowica
Konfederationen i Targowica 1972.
Den tidigare staden Targowica, numera byn (ukrainska: Торговиця: Torhovytsia, ligger idag i Holovanivsk rajon i Kirovohrad oblast i centrala Ukraina.